# Avon, South Dakota
Avon är en ort (city) i Bon Homme County i delstaten South Dakota i USA. Orten hade 586 invånare, på en yta av 1,68 km² (2020). Politikern George McGovern, demokraternas kandidat i presidentvalet i USA 1972, föddes i Avon.